# جستجو در شهر (مجموعه تلویزیونی)
جستجو در شهر یک مجموعه تلویزیونی محصول سال ۱۳۸۱ به کارگردانی حسن هدایت، نویسندگی فرهاد توحیدی و تهیه‌کنندگی سعید تهرانی یگانه می‌باشد که از شبکه تهران پخش شد. این مجموعه در ۳۰ قسمت ۴۵ دقیقه‌ای تهیه شد. ستوان مسعود امینی دانشجوی ممتاز دانشکدهٔ افسری در سال ۱۳۵۶ که در قسمت تجسس خدمت می‌نمود در حین پی‌گیری پرونده مواد مخدر به سرنخ‌هایی دست پیدا می‌کند که نهایتاً ریشه اصلی آن به نظام شاهنشاهی می‌رسد به همین دلیل از پیگیری پرونده منع می‌شود ولی سماجت وی در تعقیب پرونده خشم فرمانده و مسوولان وقت را برمی‌انگیزد و آنان پس از پرونده سازی برای او موجبات بیست سال حبسی را برایش فراهم می‌آورند پس از انقلاب اسلامی وی همراه با سایر زندانیان سیاسی آزاد … و در سال ۱۳۷۶ همراه با ستوان پویا سپهری با دریافت اطلاعات محرمانه‌ای دربارهٔ اجلاس سران کشورهای اسلامی پی به توطئه‌ای در جهت اخلال و ناامنی در برگزاری کنفرانس می‌گردند و…

## بازیگران
- دانیال حکیمی
- مهرداد فلاحتگر
- بهمن دان
- اسفندیار مهرتاش
- الیکا عبدالرزاقی
- خسرو دستگیر
- سیامک اشعریون
- شوکا زندباف
- عبدالرضا اکبری
- مجید عبدالعظیمی
- محمد برسوزیان
- مونا بیگی
- مهناز فصاحتی
- نگار فروزنده
- هرمز هدایت
- حامد بهداد

## عوامل تولید
- مدیر تصویربرداری، حسین ملکی
- صدابردار همزمان: محمود قادری
- طراح گریم: مهدی حبیبی‌پور
- مدیر تولید: عباس کبیری
- عکاس: سهیل تهرانی
- طراح صحنه و لباس: رامین سلیمان پور
- کارشناس انتظامی: سرگرد گودرزی